# Anita Rönnegård
Anita Berit Louise Rönnegård, född Odemo  21 april 1941 i Karlshamn, är en svensk målare och textilkonstnär.
Rönnegård studerade vid Konstfackskolan i Stockholm 1960–1965 och konsthistoria vid Uppsala universitet. Separat har hon ställt ut i bland annat Karlshamn, Kalmar, Nybro, Stockholm och Ronneby samt medverkat i ett flertal samlingsutställningar med olika konstföreningar och grupputställningar på privata gallerier. Bland hennes offentliga arbeten märks utsmyckningar för Alvesta sjukhem, Karlshamns lasarett, Kalmar lasarett, Emmaboda vårdcentral, Rinkabyholms bibliotek och Skälby gård i Kalmar. Rönnegård finns representerad vid Statens konstråd, Stockholms läns landsting, Blekinge läns landsting. Kalmar kommun, Nybro kommun och Karlshamns kommun.
Rönnegård gifte sig 1965 med sedermera länsveterinären Jan Olof Rönnegård (1939–2000), son till den litterära prästen Samuel Rönnegård.

### Fotnoter
1. ↑  Förlovningsannons i Svenska Dagbladet 16 november 1964
2. ↑  Sveriges dödbok 1901–2013
3. ↑  Familjenytt Svenska Dagbladet 18 december 1974